# Jesus kom till detta fallna släkte
Jesus kom till detta fallna släkte är en sång från 1930 med text och musik av majoren i Frälsningsarmén Gustaf Wallteng

## Publicerad i
- Frälsningsarméns sångbok 1968 som nr 55 under rubriken "Frälsning".
- Frälsningsarméns sångbok 1990 som nr 351 under rubriken "Frälsning".